# NGC 2679
NGC 2679 (również PGC 24884 lub UGC 4632) – galaktyka soczewkowata (SB0), znajdująca się w gwiazdozbiorze Raka. Odkrył ją William Herschel 13 marca 1785 roku. Tuż obok jej centrum na niebie widoczna jest gwiazda podwójna NGC 2680 znajdująca się na pierwszym planie.